# Syagrus cardenasii
Syagrus cardenasii är en enhjärtbladig växtart som beskrevs av Sidney Frederick Glassman. Syagrus cardenasii ingår i släktet Syagrus och familjen Arecaceae. Inga underarter finns listade i Catalogue of Life.